# Brian Lenihan

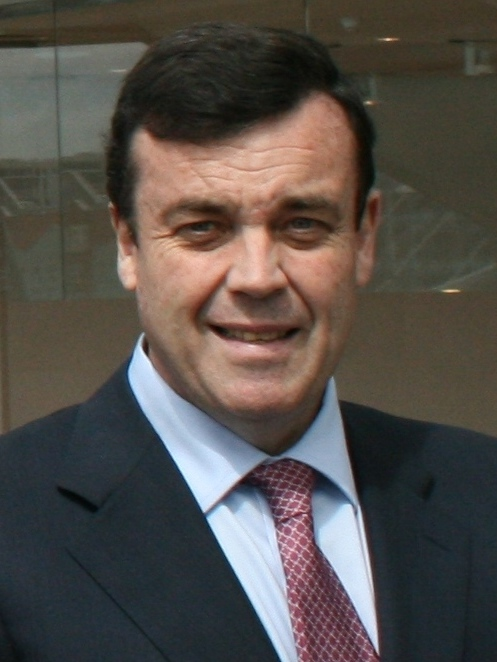
Brian Lenihan in 2010

Brian Joseph Lenihan (Dublin, 21 mei 1959 - aldaar, 10 juni 2011) was een Iers advocaat en politicus namens Fianna Fáil, die in de regering van Ierland diende als minister van Justitie, Rechtsgelijkheid en Hervorming van het Recht (2007-2008), en die van 2008 tot en met 2011, in uiterst roerige tijden minister van Financiën was. Van 1996 tot 2011 was hij Teachta Dála (TD) (kamerlid) voor het kiesdistrict Dublin West.
Zijn ambtstijd als minister van Financiën stond volledig in het teken van de financiële bankencrisis, die met name Ierland zwaar trof. In 2010 liep het overheidstekort in Ierland op tot meer dan 30% van het bruto nationaal product. De geschatte kosten van de redding van de Ierse banken, vooral die van de Anglo Irish Bank (AIB), bedroegen ten minste 50 miljard euro. Op 19 november 2010 werd het duidelijk dat Ierland gedwongen werd een beroep te doen op het "Programma voor de stabilisering voor de Euro" en het IMF.
Rond de jaarwisseling 2009/2010 werd bij Lenihan alvleesklierkanker gediagnosticeerd, een kwaadaardige en maar moeilijk te genezen ziekte. In juni 2010 sprak hij van een "intensieve chemotherapie en radiotherapie", als gevolg waarvan het hem beter ging. Op 10 juni 2011 stierf hij in de leeftijd van 52 jaar in zijn huis in West Dublin echter aan de gevolgen van zijn ziekte.

## Voetnoten
1. ↑  (de)  Faz.net van 9 september 2010:  Brian Lenihan werd zowel door crisis en ziekte geteisterd
2. ↑  (en)  Fianna Fáil deputy leader and former finance minister Brian Lenihan has died aged 52., 10. Juni 2011

- International Standard Name Identifier: 0000 0000 3996 3593
- Library of Congress Control Number: nb99015789
- Système universitaire de documentation: 244252203
- Virtual International Authority File: 9341778
- WorldCat: E39PBJxmJ9Gj7KJxTvFTywgHYP